# DVD-Audio
DVD-Audio (também chamado de DVD-A) é um disco de áudio para gravação de som em alta definição. DVD-A não foi criado para gravação de vídeo e não deve ser confundido com o DVD com conteúdo de shows. Os primeiros discos foram criados em 2000. Ele foi criado para combater a guerra dos formatos com Super Audio CD (SACD), que é outro formato para gravação de conteúdo de áudio em alta definição. Nenhum dos dois tiveram uma boa posição no mercado.

## Especificações
DVD-A pode ser armazenado em diferentes combinações:
|                                       | 16-, 20- or 24-bit |          |        |           |         |     |
| 44.1 kHz                              | 48 kHz             | 88.2 kHz | 96 kHz | 176.4 kHz | 192 kHz |     |
| Mono (1.0)                            | Sim                | Sim      | Sim    | Sim       | Sim     | Sim |
| Stereo (2.0)                          | Sim                | Sim      | Sim    | Sim       | Sim     | Sim |
| Stereo (2.1)                          | Sim                | Sim      | Sim    | Sim       | Não     | Não |
| Stereo + mono surround (3.0 or 3.1)   | Sim                | Sim      | Sim    | Sim       | Não     | Não |
| Quad (4.0 or 4.1)                     | Sim                | Sim      | Sim    | Sim       | Não     | Não |
| 3-stereo (3.0 or 3.1)                 | Sim                | Sim      | Sim    | Sim       | Não     | Não |
| 3-stereo + mono surround (4.0 or 4.1) | Sim                | Sim      | Sim    | Sim       | Não     | Não |
| Full surround (5.0 or 5.1)            | Sim                | Sim      | Sim    | Sim       | Não     | Não |

## Software para criação de DVD-Audio
Programas para gravação de DVD(Video) geralmente não suportam a criação de DVD-A neste caso existem algum programas específicos:

### Macintosh
- Sonic Solutions DVD Creator AV – O primeiro programa para gravação de DVD-Audio. Era executado apenas por linha de comando. Atualmente a Sonic não da suporte.
- Sonic Studio SonicStudio HD – Ferramenta criada para uso em computadores Macintosh criado para High Density audio mastering e para preparar gravação em DVD-A.
- Sonic Studio[1]
- Sonic OneClick DVD
- DVD audio Tools
- Apple Logic Pro 8

### Windows
- DVD-Audio Creator: Solução da Sonic
- Cirlinca DVD-AUDIO Solo
- Minnetonka Audio DiscWelder Bronze, Steel e Chrome II (com SurCode MLP)
- Steinberg WaveLab Steinberg
- DigiOn Audio 2 DigiOn
- Gear Pro Mastering Edition Gear Pro Mastering Edition
- DVD audio tools package
- Samplitude

### Linux
- Um projeto chamado DVD audio Tools fornece ferramentas para gravação em Software Livre/open source para Linux e outras plataformas (FreeBSD, OpenSolaris,...).
 binários para aplicações em Windows também estão disponíveis.